# Habiganj
Habiganj (Bengalisch: হবিগঞ্জ, Habigañj) ist die Distrikthauptstadt des gleichnamigen Distrikts im nordöstlichen Bangladesch. Die Stadt zählt eine Bevölkerung von mindestens 40.000 Einwohnern. Habiganj besteht aus 9 Wards (Stadtbezirken).